# بخش کلوین، شهرستان سنت لوئیس، مینه سوتا
بخش کلوین (به انگلیسی: Colvin Township) یک منطقهٔ مسکونی در ایالات متحده آمریکا است که در شهرستان سنت لوئیس، مینه‌سوتا واقع شده‌است.
 بخش کلوین ۹۳٫۰ کیلومتر مربع مساحت و ۳۱۷ نفر جمعیت دارد و ۴۴۱ متر بالاتر از سطح دریا واقع شده‌است.